# Guildite
La guildite è un minerale.

## Abito cristallino
È un minerale composto fondamentalmente dir Rame e Ferro, nome dato da Carl Lausen, in onore di Frank Nelson Guild, e di colore marrone, usato in passato Da Gruen watch, per la parte posteriore degli orologi.